# Marque x (diacritique)
Ne doit pas être confondu avec X suscrit.
Cette page contient des caractères spéciaux ou non latins. S’ils s’affichent mal (▯, ?, etc.), consultez la page d’aide Unicode.
La marque x suscrite ou marque x en chef est un signe diacritique utilisée dans l’Alphabet phonétique international pour la semi-centralisation d’une voyelle, c’est-à-dire une prononciation plus centrale et plus moyenne, tendant vers la voyelle centrale /ə/.

## Utilisation
Dans De pronuntiatione linguae gallicae, une description de la prononciation du français publiée en 1580, Claude de Sainliens utilise la marque x et la marque x souscrite pour marquer les lettres muettes : « a͓ b͓ c͓ d͓ e͓ f͓ g̽ h͓ i͓ l͓ n͓ p̽ q̽ ſ͓ s͓ t͓ ſ͓t͓ x͓ z͓ ».
La marque x suscrite, alors décrite comme un signe de multiplication suscrit, est adoptée dans l’Alphabet phonétique international lors de la conférence de Kiel de 1989 pour indiquer la semi-centralisation, une prononciation plus proche de la voyelle centrale /ə/.
La marque x suscrite est notamment utilisée pour transcrire la voyelle pré-fermée mi-postérieure non arrondie /ɯ̽/ qui n’a pas de symbole propre, contrairement à d’autres voyelles semi-centralisées comme les voyelles pré-fermées /ɪ/, /ʏ/, /ʊ/.
Le signe est équivalent à la combinaison des signes de centralisation et d’abaissement (plus ouvert) pour les voyelles mi-fermées ou fermées, comme par exemple [e̽] pour [ë̞] (une voyelle entre [e] et [ə]), ou équivalent la combinaison des signes de centralisation et de élévation (plus fermée) pour les voyelles mi-ouvertes ou ouvertes, comme par exemple [ɑ̽] pour [ɑ̝̈] (une voyelle entre [ɑ] et [ə]).
Son caractère Unicode est U+033D.